# 웃는얼굴거미

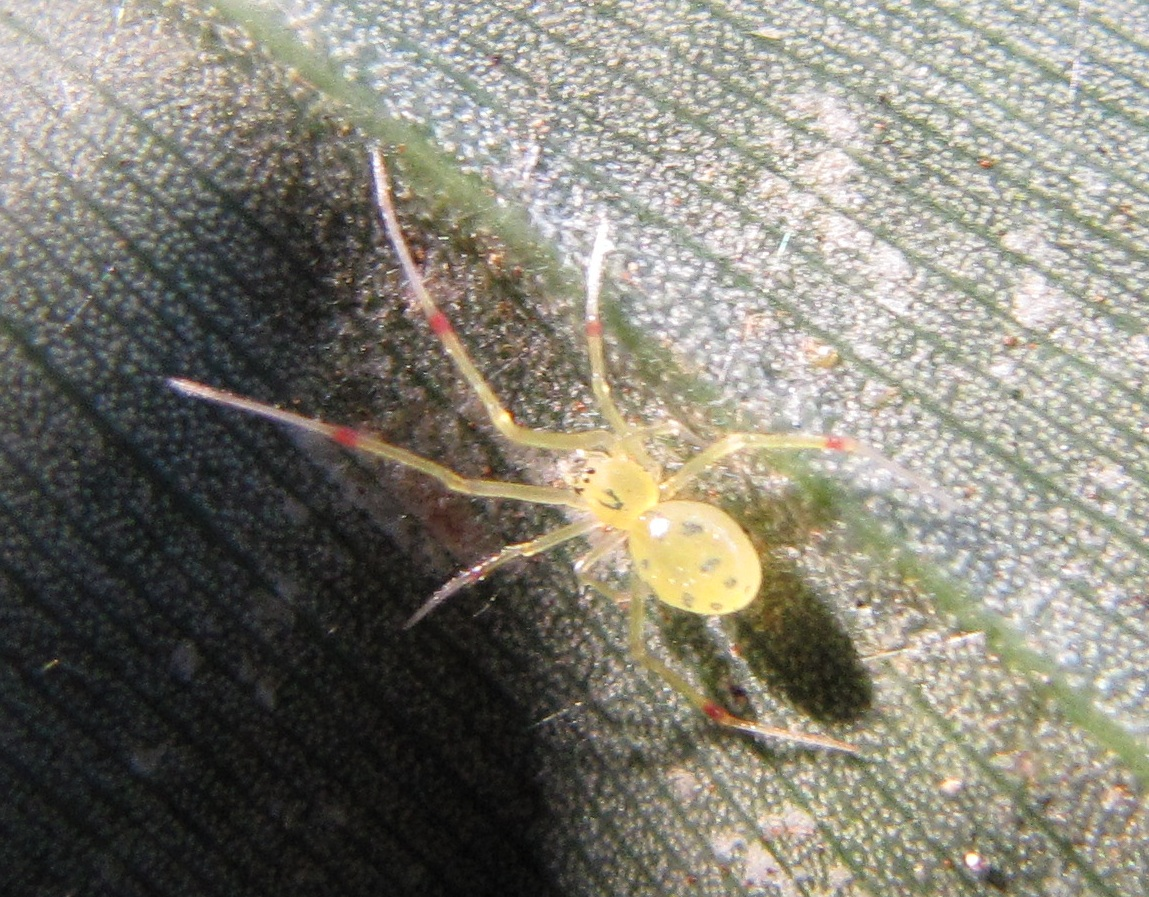
웃는얼굴거미

웃는얼굴거미는 거미목 꼬마거미과에 속하는 거미이다. 하와이에 서식하며 몸통에 사람의 웃는 듯한 얼굴모양의 무늬가 있는 것이 특징이다. 하와이어로는 나나나나 마카키이(nananana makakiʻi;얼굴모양 거미란 뜻)라고 한다. 영어로는 행복한 얼굴거미(happy face spider)라고도 부른다.